# Mostafa Mohammad-Najjar
Mostafa Mohammad-Najjar (Teheran, 2 dicembre 1956) è un politico e generale iraniano, Ministro dell'interno dal 2009 al 2013 e ministro della difesa dal 2005 al 2009.
Nato in uno dei quartieri più poveri del sud di Teheran, proviene da una famiglia molto religiosa.

## Studi
Mostafa Najjar si laurea in Ingegneria meccanica nell'Università Tecnologica di Khajer Nasir Toosi nel 1984 e ottiene un Master in strategic management dell'Università del Management Industriale nel 2004.

## Carriera
La carriera di Mostafa Mohammad-Najjar inizia nel 1979 con l'ingresso nelle Guardie Rivoluzionarie (IRGC). Qui nel 1979 viene prima assegnato nella regione del Kurdistan, per poi divenire nel 1982 uno dei responsabili dell'Ufficio per il Medioriente. In questo ruolo, grazie alla sua conoscenza dell'arabo, Najjar lavora per diffondere le attività dei Pasdaran nel Golfo Persico, in Giordania, nei Territori Palestinesi e, soprattutto, in Libano. Nel 1982, va ricordato, nasce il movimento di Hezbollah, direttamente ispirato e finanziato dai Pasdaran iraniani. Najjar ritorna in Iran nel 1985 e si occupa prima del settore logistico dei Pasdaran e poi diviene responsabile dell'Hadid Industrial Group, la prima compagnia di produzione di hardware delle Guardie Rivoluzionarie. 
Mostafa Mohammad-Najjad si trasferisce quindi, nel 1989, al Ministero della Difesa. Nel 1992 accompagna in Russia e in Cina l'allora Presidente iraniano Rafsanjani allo scopo di ottenere armi da parte di Mosca e Pechino. Tra il 2002 e il 2005 è quindi stato direttore del MIO, ovvero dell'intero settore industriale degli armamenti del Ministero della Difesa dell'Iran. Divenuto Ministero della Difesa nel 2005, durante il primo Governo Ahmadinejad, ha occupato questa carica sino al 2009, divenendo poi Ministro dell'Interno.

## Controversie internazionali
Mostafa Mohammad Najjar è stato inserito nella lista delle sanzioni dell'Unione Europea e della Gran Bretagna per il suo ruolo nello sviluppo del programma nucleare e missilistico dell'Iran (diretta l'implicazione nella produzione del missile ballistico Shahab-3), mentre è stato inserito nella lista delle sanzioni del Dipartimento di Stato americano nel settembre 2010, per il suo coinvolgimento nella repressione delle proteste dell'Ashura nel 2009.